# Scopalina agoga
Scopalina agoga är en svampdjursart som först beskrevs av de Laubenfels 1954.  Scopalina agoga ingår i släktet Scopalina och familjen Dictyonellidae. Inga underarter finns listade i Catalogue of Life.